# Stanley Skewes
Stanley Skewes (Sudafrica, 1899 – Sudafrica, 1988) è stato un matematico sudafricano con radici inglesi, noto per aver scoperto il numero di Skewes nel 1933.
Di famiglia proveniente dalla Cornovaglia, i suoi genitori emigrarono in Sudafrica, nel Transvaal, nel 1894. Dopo aver studiato ingegneria civile presso l'Università di Città del Capo, nel 1923 Skewes si trasferì in Inghilterra per studiare alla Università di Cambridge, usufruendo di una borsa di studio istituita in onore della Regina Vittoria. Ottenne un Master of Arts nel 1925 e un dottorato di ricerca nel 1938.
Discusse la sua tesi di laurea, "On The Difference Pi (X) - Li (X)", con il suo insegnante, John Littlewood. Tra i suoi compagni di studi presso il King's College vi era Alan Turing, che faceva parte come Skewes della squadra di canottaggio dell'università di Cambridge.
Tornò in Sudafrica nel 1932, ma negli anni seguenti fece diversi viaggi a Cambridge (visitò anche l'Università di Heidelberg). In Sudafrica lavorò come professore di matematica presso l'Università di Città del Capo.
Skewes si interessò anche all'astronomia ed è stato eletto membro della Royal Society. Nel 1953, anno della incoronazione di Elisabetta II d'Inghilterra, è stato insignito della Coronation Medal, offerta dalla famiglia reale britannica.

## Pubblicazioni
- Skewes, S.: "On the difference π(x) − Li(x) (I)", Journal of the London Mathematical Society, 1933, pp. 277–283. d
- Skewes, S.: "On the difference π(x) − Li(x) (II)", Proceedings of the London Mathematical Society, 1955, pp. 48–70.